# Superkubok Ukraїny
La Supercoppa d'Ucraina (in ucraino Суперкубок України?, Superkubok Ukraїny) è la competizione annuale organizzata dalla Prem"jer-liha in cui si affrontano in un'unica gara i vincitori della massima serie della Prem"jer-liha e i detentori della Kubok Ukraïny.
Nelle prime 4 edizioni la partita si è giocata a Odessa, presso lo Stadio Čornomorec'.
La Dinamo Kiev ha partecipato a tutte le prime 6 edizioni (fino al 2009 vincendone 4, di cui due nello stesso giorno, il 10 luglio). Lo Šachtar ha partecipato a 15 edizioni su 16 in totale, vincendone 9 e risultando la squadra più vittoriosa nella competizione, a pari merito con la Dinamo Kiev.
In 6 edizioni si è ricorso ai tiri di rigore per stabilire il vincitore.
In seguito all'invasione russa dell'Ucraina del 2022, la competizione è attualmente sospesa.

## Albo d'oro
| Anno | Vincitore   | Risultato               | Finalista        | Luogo                      |
| ---- | ----------- | ----------------------- | ---------------- | -------------------------- |
| 2004 | Dinamo Kiev | 1 - 1 (dts) (6-5 dtr)   | Šachtar          | Odessa, Stadio Čornomorec' |
| 2005 | Šachtar     | 1 - 1 (dts) (4-3 dtr)   | Dinamo Kiev      | Odessa, Stadio Čornomorec' |
| 2006 | Dinamo Kiev | 2 - 0                   | Šachtar          | Odessa, Stadio Čornomorec' |
| 2007 | Dinamo Kiev | 2 - 2 (dts) (4-2 dtr)   | Šachtar          | Odessa, Stadio Čornomorec' |
| 2008 | Šachtar     | 1 - 1 (dts) (5-3 dtr)   | Dinamo Kiev      | Poltava, Stadio Vorskla    |
| 2009 | Dinamo Kiev | 0 - 0 (dts) (4-2 dtr)   | Vorskla          | Sumy, Stadio Juvilejnyj    |
| 2010 | Šachtar     | 7 - 1                   | Tavrija          | Zaporižžja, Slavutyč-Arena |
| 2011 | Dinamo Kiev | 3 - 1                   | Šachtar          | Poltava, Stadio Vorskla    |
| 2012 | Šachtar     | 2 - 0                   | Metalurh Donec'k | Luhans'k, Stadio Avanhard  |
| 2013 | Šachtar     | 3 - 1                   | Čornomorec'      | Odessa, Stadio Čornomorec' |
| 2014 | Šachtar     | 2 - 0                   | Dinamo Kiev      | Leopoli, Arena L'viv       |
| 2015 | Šachtar     | 2 - 0                   | Dinamo Kiev      | Odessa, Stadio Čornomorec' |
| 2016 | Dinamo Kiev | 1 - 1 (dts) 4 - 3 (dtr) | Šachtar          | Odessa, Stadio Čornomorec' |
| 2017 | Šachtar     | 2 - 0                   | Dinamo Kiev      | Odessa, Stadio Čornomorec' |
| 2018 | Dinamo Kiev | 1 - 0                   | Šachtar          | Odessa, Stadio Čornomorec' |
| 2019 | Dinamo Kiev | 2 - 1                   | Šachtar          | Odessa, Stadio Čornomorec' |
| 2020 | Dinamo Kiev | 3 - 1                   | Šachtar          | Kiev, Stadio Olimpico      |
| 2021 | Šachtar     | 3 - 0                   | Dinamo Kiev      | Kiev, Stadio Olimpico      |

## Titoli per club
| Club             | Vittorie | Sconfitte | Anni vittorie                                        | Anni sconfitte                                 |
| ---------------- | -------- | --------- | ---------------------------------------------------- | ---------------------------------------------- |
| Dinamo Kiev      | 9        | 6         | 2004, 2006, 2007, 2009, 2011, 2016, 2018, 2019, 2020 | 2005, 2008, 2014, 2015, 2017, 2021             |
| Šachtar          | 9        | 8         | 2005, 2008, 2010, 2012, 2013, 2014, 2015, 2017, 2021 | 2004, 2006, 2007, 2011, 2016, 2018, 2019, 2020 |
| Vorskla          | -        | 1         |                                                      | 2009                                           |
| Tavrija          | -        | 1         |                                                      | 2010                                           |
| Metalurh Donec'k | -        | 1         |                                                      | 2012                                           |
| Čornomorec'      | -        | 1         |                                                      | 2013                                           |